# Wittevrouwenklooster (Utrecht)
Het Wittevrouwenklooster is een verdwenen vrouwenklooster in de Nederlandse stad Utrecht.

## Geschiedenis
Het klooster werd in het tweede kwart van de 13e eeuw opgericht. Het behoorde tot de St. Maria Magdalena-orde voor boetvaardige ex-prostituees en werd binnen de stadsmuren gevestigd in de noordoosthoek van de stad. In de 14e eeuw is het overgegaan naar de premonstratenzers- of norbertijnenorde, waarbij na 1350 vooral adellijke vrouwen tot de kloostergemeenschap gingen behoren.
Na de Reformatie bleef het klooster gehandhaafd. Het klooster kwam onder de ridderschap en Staten van Utrecht te vallen en zij bepaalden het bestuur en beheer. Veel goederen werden vervolgens verkocht. In de 17e eeuw kwamen de vrouwen meer en meer buiten het kloosterterrein te wonen. In het derde kwart van de 17e eeuw braken nog meerdere branden uit die een deel van de kloostergebouwen verwoestten. Rond 1710 zijn nog overgebleven bouwwerken gesloopt waarbij de grond werd herbestemd voor huizenbouw.
Overgebleven buurt- en straatnamen in Utrecht na de opheffing en afbraak van dit klooster zijn vandaag de dag onder andere Wittevrouwen, Buiten Wittevrouwen, Wittevrouwensingel en Wittevrouwenstraat. Omdat de nonnen witte kledij droegen kreeg het klooster deze naam. Een broodjeaapverhaal is dat witte wieven de oorzaak zijn van de naam van het klooster en/of de andere namen.